# Карлос Рохас
Карлос Рохас (на испански: Carlos Rojas) е испански академик и писател на произведения в жанра художествена биография, исторически роман и драма.

## Биография и творчество
Карлос Рохас Вила е роден на 12 август 1928 г. в Барселона, Испания. Баща му, Карлос Рохас Пинила, е колумбийски лекар и по-малък брат на Густаво Рохас Пинила, 19-и президент на Колумбия. Родителите му се развеждат през 1934 г.
През 1951 г. получава бакалавърска степен по философия и летература от Барселонския университет. През 1955 г. получава докторска степен от Мадридския университет с дисертация за писателя Ричард Форд. После напуска Испания на Франко и работи като преподавател по испанска филология в Глазгоуския университет, а през 1957 г. като асистент в Ролинг Колидж в Уинтър Парк, Флорида. През 1960 г. започва да преподава испанска филология в Университета Емори в Атланта, където работи до пенсионирането си през 1996 г.
Първият му роман „De barro y esperanza“ (От кал и надежда) е издаден през 1957 г. Чрез него се определя срещу социалистическия реализъм, доминиращ по това време в Испания.
За творчеството си е удостоен с националната награда за литература (1968), литературната награда „Планета“ (1973) и литературната наградата „Надал“ (1979).
Принадлежи към „поколението на 50-те“ наречени още „децата на войната“, интелектуалната и социална трагедия на Испания вледствие на гражданската война от 1936 – 1939 г., тема която бележи голяма част от неговото творчество.
Освен като писател е известен като автор на художествени колажи.
Карлос Рохас умира на 8 февруари 2020 г. в Грийнвил, Южна Каролина, САЩ

## Произведения

### Самостоятелни романи
- De barro y esperanza (1957)
- El futuro ha comenzado (1958)
- El asesino de César (1959) – награда на Барселона
- La ternura del hombre invisible (1963)
- Adolfo Hitler está en mi casa (1965)
- Rei de Roma (1966) – на каталонски
- Auto de Fe (1968) – национална награда за литература
- Las llaves del infierno (1972)
- Azaña (1973) – награда „Планета“
- Mein Fuehrer, mein Fuehrer! (1975)
- Memorias inéditas de José Antonio (1977) – награда „Ateneo de Sevilla“
- El valle de los caídos (1978)
Долината на падналите, изд.: „Народна култура“, София (1987), прев. Ребека Клейтман
- El Ingenioso hidalgo y poeta Federico García Lorca asciende a los infiernos (1979) – награда „Надал“
- Guerra de Cataluña (1979)
- El jardín de las Hespérides (1988)
- El jardín de Atocha (1990)
- Proceso a Godoy (1992)
- Alfonso de Borbón habla con el demonio (1995)
- La vida y la época de Carlos IV (1999)

### Биографични есета
- Diálogos para otra España (1966)
- Maestros Norteamericanos (1967 – 1969)
- El aprendizaje de los sueños en la pintura de Pepi Sánchez (1969)
- Aquelarre (1970)
- ¿Por qué perdimos la guerra? (1970)
- Luis III, el Minotauro (1970)
- Unamuno y Ortega: Intelectuales frente al drama (1970)
- Diez figuras ante la guerra civil (1973)
- La guerra civil vista por los exiliados (1975)
- Azaña / Companys: los dos presidentes (1977)
- Machado y Picasso: arte y muerte en el exilio (1977)
- Retratos antifranquistas (1977)
- Prieto y José Antonio: socialismo y Falange ante la tragedia civil (1977)
- La Barcelona de Picasso (1981)
- El mundo mítico y mágico de Picasso (1984) – награда „Огледало на Испания“
- El mundo mágico y mítico de Salvador Dalí (1985)
- Yo Goya (1990)
- ¡Muera la inteligencia! ¡Viva la muerte! Salamanca, 1936 (1995)
- Los Borbones destronados : la biografía humana y política de Carlos IV, Fernando VII, Isabel II y Alfonso XIII, cuatro monarcas destronados en menos de siglo y medio, pero cuya dinastía recupera siempre la Corona (1997)
- Puñeta, la Españeta (2000)
- Momentos estelares de la guerra de España (2000)
- Diez crisis del franquismo (2003)